# Няркыльчор
Няркыльчор — река в России, протекает по территории Ямало-Ненецкого автономного округа. Устье реки находится в 82 км по правому берегу реки Большая Ширта. Длина реки составляет 14 км.

## Притоки
- 3 км: Кипакикэ
- 13 км: Таккыль-Няркыльчор
- 14 км: Вэркы-Няркыльчор
- 14 км: Чонтыкыль-Няркыльчор

## Данные водного реестра
По данным государственного водного реестра России относится к Нижнеобскому бассейновому округу, водохозяйственный участок реки — Таз, речной подбассейн реки — подбассейн отсутствует. Речной бассейн реки — Таз.
Код объекта в государственном водном реестре — 15050000112115300065031.